# Selçuk Can
Selçuk Can (Şanlıurfa, 10 agosto 1995) è un lottatore turco, specializzato nella lotta greco-romana.

## Biografia
Ai campionati europei di Roma 2020 ha vinto la medaglia di bronzo nel torneo dei 72 chilogrammi.

## Palmarès
| Anno | Manifestazione | Sede     | Evento | Risultato | Note |
| ---- | -------------- | -------- | ------ | --------- | ---- |
| 2020 | Europei        | Roma     | 72 kg  | Bronzo    |      |
| 2021 | Europei        | Varsavia | 72 kg  | 8º        |      |
| 2022 | Mondiali       | Belgrado | 72 kg  | Bronzo    |      |
| 2023 | Europei        | Zagabria | 72 kg  | Bronzo    |      |
| 2023 | Mondiali       | Belgrado | 72 kg  | Bronzo    |      |
| 2024 | Europei        | Bucarest | 72 kg  | Oro       |      |